# Frigorífico Santa Rita
Frigorífico Santa Rita fue una aerolínea boliviana con sede en La Paz que inició sus operaciones en 1970 y cesó en 2001 por problemas financieros.

## Historia

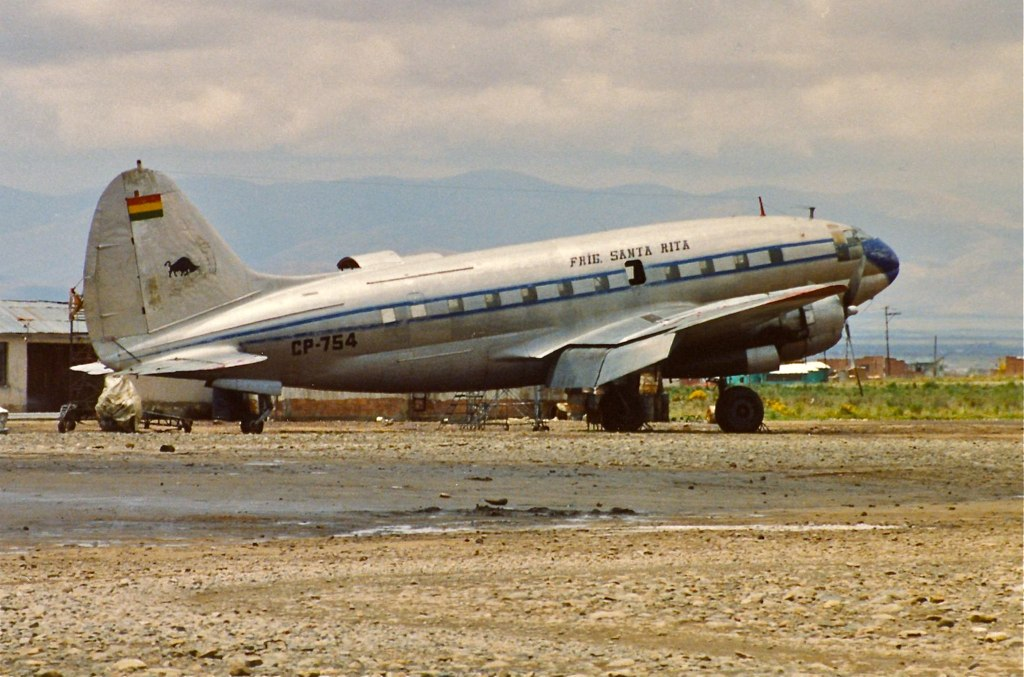
Un Curtiss C-46 (CP-754) de Frigorífico Santa Rita, este avión pronto se estrellaría en 1992 en el Aeropuerto El Trompillo, Santa Cruz

Frigorífico Santa Rita fue fundada en 1970, se ocupaba solo parcialmente del transporte de pasajeros, pero sobre todo del transporte de mercancías aéreas.
Como punto de venta único y área principal de trabajo, Frigorífico Santa Rita operaba el transporte de carne, a menudo congelada, desde aeródromos, en su mayoría más pequeños, en las tierras bajas agrícolas tropicales hasta el Aeropuerto de La Paz, que está a más de 4000 metros de altura.  Entre ellos se encontraban los aeropuertos más grandes de Cochabamba y Santa Cruz, así como los de San Ignacio de Moxos y Riberalta, y también numerosas pistas de aterrizaje, a menudo no oficiales, de granjas ganaderas individuales.

## Antiguos destinos
Los aeródromos más pequeños mencionados anteriormente normalmente no tenían ningún tipo de ayuda a la navegación. La mayoría de las pistas no estaban pavimentadas, eran bastante cortas y a menudo estaban rodeadas de obstáculos como árboles. Esto hizo que la aproximación y, especialmente, el despegue del avión fuertemente cargado fueran, como mínimo, un desafío. Esto, combinado con temperaturas a menudo altas, provocó altos índices de accidentes en el tráfico aéreo de Bolivia, que también afectaron a Frigorífico Santa Rita.

## Antigua flota

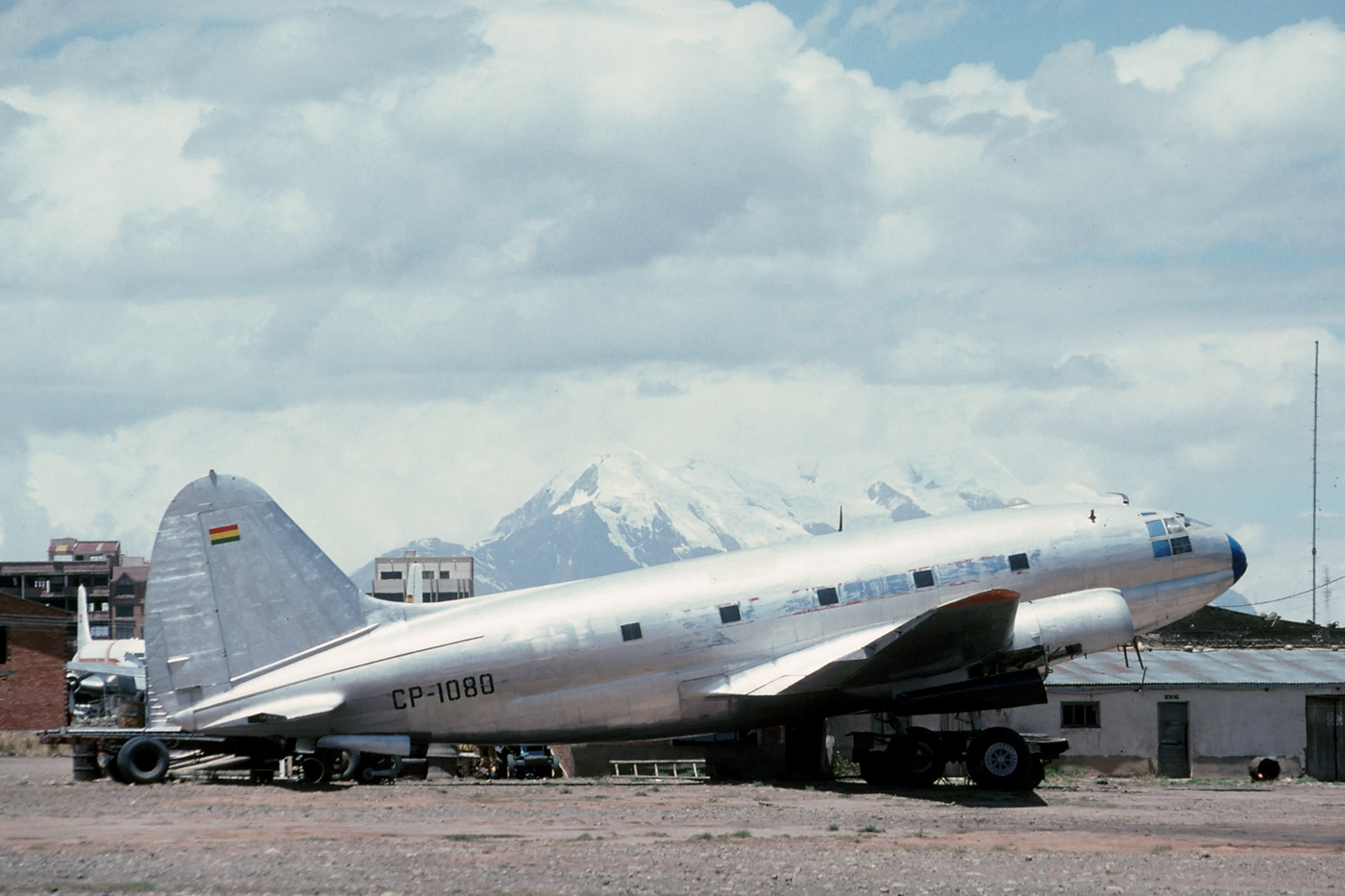
Un Curtiss C-46 (CP-1080) de Frigorífico Santa Rita.

Al cesar sus operaciones en el año 2001, Frigorífico Santa Rita contaba con las siguientes aeronaves en operación:
- Curtiss C-46 Commando
- Douglas DC-3
- Douglas DC-6

## Accidentes e incidentes
Desde 1970 hasta que cesó sus operaciones en 2001, Frigorífico Santa Rita sufrió cinco pérdidas totales de aeronaves. En uno de ellos murieron 5 personas.

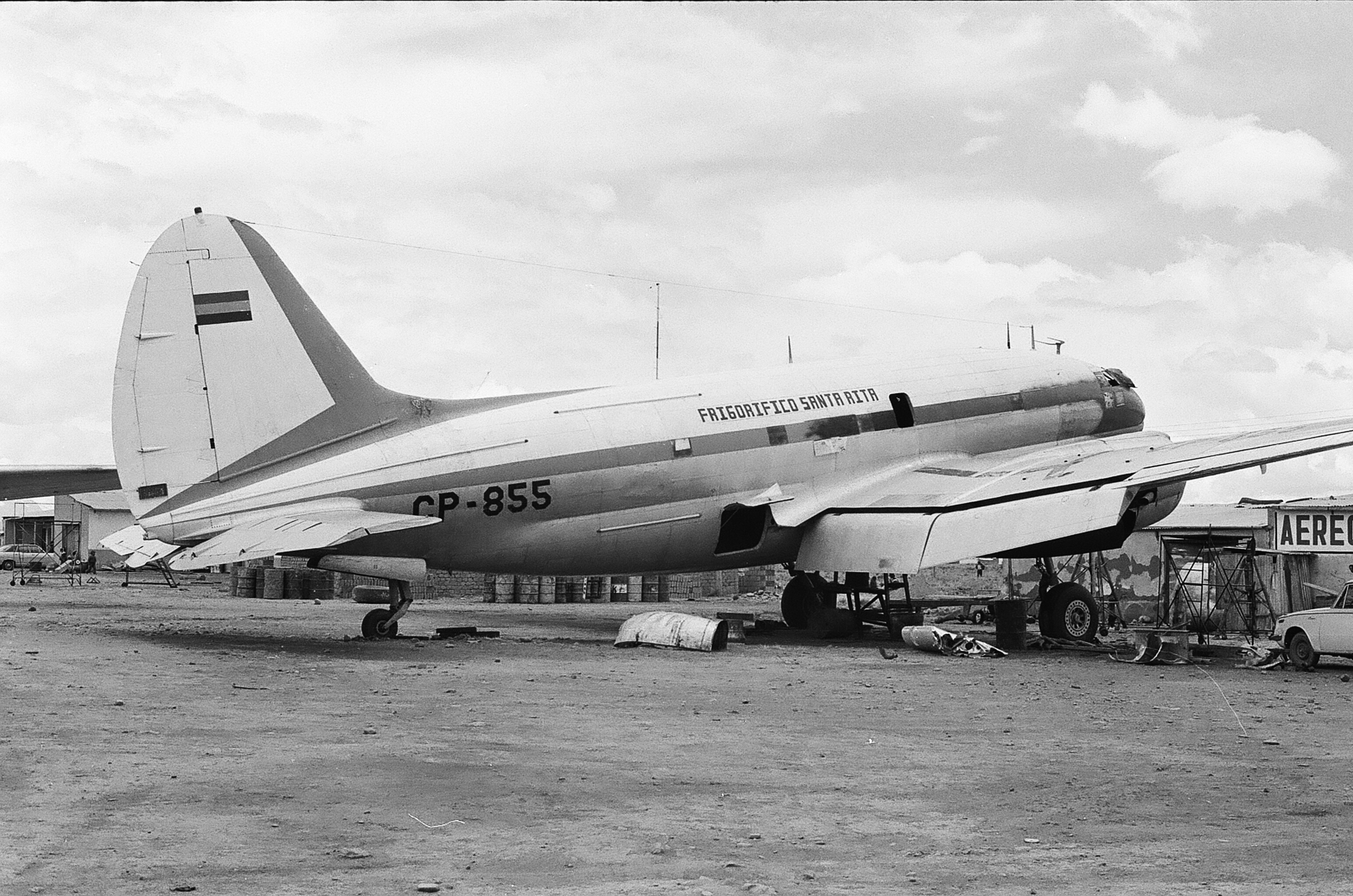
El Curtiss C-46 de Frigorífico Santa Rita que se estrelló en 1975.

- El 9 de junio de 1975, el tren de aterrizaje principal izquierdo y la rueda de cola de un Curtiss C-46A-40-CU Commando de Frigorífico Santa Rita (CP-855) fallaron y no se extendieron durante la aproximación al Aeropuerto de Riberalta (Bolivia). Al intentar extender el tren de aterrizaje manualmente, la palanca correspondiente se rompió. La tripulación realizó un aterrizaje forzozo. El avión sufrió daños irreparables. Todos los pasajeros sobrevivieron. [1]
- El 15 de diciembre de 1990, un Douglas DC-6B de Frigorífico Santa Rita (CP-1953) se estrelló cerca del aeródromo de San Ignacio de Moxos (Bolivia). No se conocen las circunstancias exactas. El avión sufrió daños irreparables y posteriormente fue utilizado como vivienda. Los tres tripulantes, únicos ocupantes, sobrevivieron. [2]
- El 29 de febrero de 1992, un Douglas DC-3A de Frigorífico Santa Rita (CP-529) se incendió en el pequeño aeródromo del Rancho de Carolita (Bolivia). En otro accidente casi cuatro meses antes, el 11 de noviembre de 1991, ambas hélices habían tocado el suelo. Después de las reparaciones, los motores se pusieron en marcha por primera vez desde el accidente. Se produjo un incendio, se incendió un ala y todo el avión se quemó. El mecánico de a bordo, la única persona a bordo, sobrevivió. [3]
- Sólo dos días después, el 2 de marzo de 1992, un Curtiss C-46T Commando de Frigorífico Santa Rita (CP-754) se estrelló cuando intentaba despegar de la pista de la Estancia El Trompillo (Bolivia). El destino de la aeronave era el Aeropuerto de La Paz-El Alto. En la pista mojada, el avión no alcanzó la velocidad suficiente, pasó por encima de una valla, luego rozó el suelo con su ala izquierda y se estrelló. Murieron los cinco ocupantes, tres miembros de la tripulación y dos pasajeros. [4]
- El 13 de septiembre de 1993, un Curtiss C-46A-40-CU Commando de Frigorífico Santa Rita (CP-1848) sufrió un incendio en el motor N°1 después de despegar del Aeropuerto de San Borja (Bolivia). Los intentos de extinguir el incendio fueron infructuosos. El avión aterrizó de emergencia y fue destruido por el fuego. Los tres ocupantes (todos miembros de la tripulación) sobrevivieron. [5]